# Ткаченко, Марина Ивановна
Марина Ивановна Ткаченко (в девичестве — Копча; 29 августа 1965, Мукачево, Закарпатская область, УССР, СССР) — советская украинская баскетболистка. Защитник. Заслуженный мастер спорта СССР (1992). Заслуженный работник физической культуры и спорта Украины (2002).
Окончила Киевский институт физической культуры. Была подопечной Анатолия Петросяна.

## Биография
В 1983—1994 выступала за «Динамо» (Киев).
Также выступала за «Молдову» (Кишинев), «Казачку» (Запорожье), «Бохум» (Германия), «Сомбатхей» (Венгрия), ТІМ-СКУФ (Киев).
В 1999—2001 — гл. тренер женской сборной Украины по баскетболу.
Главный тренер и президент ТИМ-СКУФ (Киев).
Муж — Игорь Ткаченко — бывший тренер клуба ТИМ-СКУФ и женской сборной Украины по баскетболу, также известный как криминальный авторитет по кличке «Череп»; убит 8 декабря 2001 в Киеве.

## Достижения
- Чемпионка ОИ 1992, участница ОИ-1996 (4-е место)
- Чемпионка Европы 1991 (в составе сборной СССР), 1995 (в составе сборной Украины).
- Чемпион СССР 1991.
- Чемпионка СНГ 1992.
- Многократная чемпионка Украины
- Обладатель Кубка Ронкетти 1988
- Бронзовый призёр Балтийской лиги 2005, серебряный — 2006.